# Martin Krippner
Martin Krippner (* 23. September 1817 in Mantau, Böhmen; † 31. Januar 1894 in Warkworth, Neuseeland) war ein K.-u.-k.-Hauptmann, der die Siedlung Puhoi auf der Nordinsel Neuseelands mit Auswanderern aus dem Egerland gründete.

## Leben

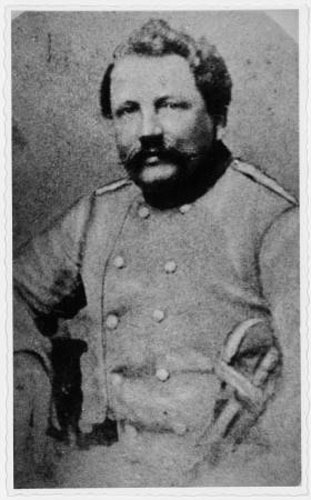
Martin Krippner

Martin Krippner wurde als der älteste Sohn von Johannes Krippner, einem Hufschmied, und dessen Frau Anna geb. Pallier in Mantau im Egerland geboren. Anders als die Meisten seines sozialen Umfeldes wurde Krippner eine bessere Bildung zuteil, sodass er schließlich Rechtswissenschaften an der Universität Prag studieren konnte. Im Jahr 1842 nahm er den Dienst in der K.-u.-k.-Armee in Wien auf und erreichte den Dienstgrad eines Hauptmanns.
Während er in Frankfurt am Main stationiert war, lernte er seine spätere Frau Emily Clara Longdill (13. März 1818 – 16. Dezember 1890) kennen. Longdill war eine gebildete Engländerin aus Middlesex, die an der Universität Frankfurt studiert hatte. Neben ihrer Muttersprache Englisch sprach sie fließend Deutsch, Spanisch und Französisch. Longdill hatte zudem Ausbildung zur Lehrerin absolviert. Sie heirateten am 12. Mai 1851 und bekamen vier Kinder. Krippner quittierte seinen Militärdienst im Jahr 1859, als sein Schwager, Pynson Wilmot Longdill, der in Neuseeland lebte, das Ehepaar Krippner davon überzeugte, dorthin auszuwandern.
Krippner kam am 22. März 1860 nach einer sechswöchigen Überfahrt auf dem Schiff Lord Burleigh mit seiner Familie in Auckland, Neuseeland, an. Krippners Auswanderung schlossen sich sein jüngerer Bruder Johannes und dessen spätere Frau Elisabeth Turnwald sowie die Familien Scheidler und Pankratz an.
Krippner nahm bereits am 10. April 1860 die britische Staatsbürgerschaft an und ließ sich zunächst in Orewa, nördlich von Auckland, nieder, wo er das Amt des Postamtsvorstehers von August 1861 bis Oktober 1863 innehatte. Krippner selbst interessierte sich nicht für die Landwirtschaft, jedoch war er erpicht auf das Land, das jedem Siedler in Aussicht gestellt wurde. Seine guten Beziehungen zum Generalgouverneur von Neuseeland, Sir George Edward Grey, der maßgeblich an der Bildung von Provinzen in Neuseeland beteiligt und der Einwanderung von Europäern interessiert war, initiierten Krippners Plan, weitere Landsleute aus dem Egerland zur Auswanderung nach Neuseeland anzuregen.

## Die Gründung der Egerländer Siedlung Puhoi

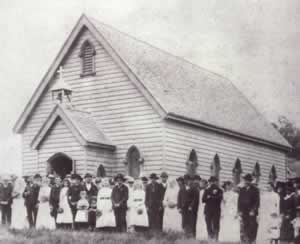
St. Peter & St. Paul, Puhoi

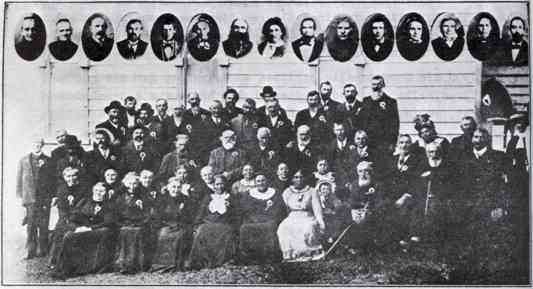
Die ersten Egerländer Familien in Puhoi (ca. 1863)

Das Gebiet der heutigen Stadt Puhoi liegt rund 40 km nördlich des Stadtzentrums von Auckland. Siedlern aus Europa wurden vom Gouvernement für jeden Erwachsenen 40 Acres freies Land sowie zusätzlich 20 Acres für jedes Kind im Alter zwischen 5 und 18 Jahren zugesagt. Krippner wählte das Land westlich seines bisherigen Wohnortes Orewa für die neue Siedlung aus. Namensgebend war dabei der Fluss Pohoi River, der durch das Siedlungsgebiet fließt. Das Wort „pūhoi“ steht in der Sprache der Māori für langsam, schwächer werden oder stumpf.
Der Versuch Krippners, 1862 das Land gemeinsam mit den beiden mit ihm eingewanderten Familien urbar zu machen, scheiterte an seinem mangelnden handwerklichen und landwirtschaftlichen Geschick. Zudem waren die Parzellen mit riesigen Kauri-Fichten bewaldet, was eine weitere Schwierigkeit darstellte, das Gebiet ohne Aufwand landwirtschaftlich zu nutzen. Die Familien Scheidler und Pankratz gaben das Vorhaben auf und siedelten sich in Matakana, nördlich Puhois, an.
Da Krippner bereits in seinen ehemaligen Garnisonsstädten Wien und Frankfurt als Offizier eine höhere gesellschaftliche Stellung und Anerkennung anstrebte, besprach er seine Idee, in Puhoi eine Stadt zu gründen und dort die als fleißig, zäh und arbeitssam bekannten Egerländer anzusiedeln, mit seinem Freund, dem Gouverneur Sir George Grey. Von ihm und der Provinzregierung erhielt er die Genehmigung zur Gründung des Dorfes Puhoi. Krippner schrieb daraufhin seinem noch in Mantau lebenden jüngeren Bruder und zeichnete ein eher lyrisches als realistisches Bild vom Siedlungsland und den Möglichkeiten, die die bislang in einfachen Verhältnissen als Kleinbauern oder Handwerker lebenden Egerländer in der neuen böhmischen Kolonie Puhoi erwarten würde.
In den Jahren 1863 bis 1876 kamen insgesamt sechs Gruppen mit zusammen etwas über 200 Siedlern aus der Region Mantau und Staab in Puhoi an. Am 26. Januar 1863 machte sich die erste Gruppe mit 83 Personen auf den Weg nach Neuseeland und erreichten am 29. Juni 1863, am Patronatstag von St. Peter und St. Paul nachts und inmitten des neuseeländischen Winters Puhoi, unter ihnen auch Krippners Bruder Michael. Krippner diente der neuen Dorfgemeinschaft über viele Jahre als Übersetzer und hatte damit großen Einfluss in der jungen Gemeinde. Kurze Zeit nach dem Eintreffen der ersten Siedlergruppe rekrutierte er einige der Männer für das Third Regiment of the Waikato Militia. Krippner wurde die Dienststelle als Hauptmann angeboten, wenn er fünfzig Männer für eine Kompanie unter seiner Leitung gewinnen könne. Die Kompanie wurde bereits am 17. Oktober 1863 aufgestellt. Im Jahr 1864 eskortierten Krippner und seine deutschböhmischen Männer gefangene Maori nach Auckland. Im Anschluss an die Maori-Kriege erhielten Krippners Männer als Belohnung weiteres Land in Ohaupo in der Region von Waikato.
Emily Krippner gründete im Jahr 1869 eine Schule in Puhoi unterrichtete die Dorfkinder. Im 1873 wurde diese Schule vom Distrikt offiziell als Bildungseinrichtung anerkannt. Erst 1923 wurde ein eigenes Gebäude für eine kleine Grundschule im Dorf errichtet, in dem heute das Puhoi Museum untergebracht ist. Hier werden unter anderem Aufzeichnungen des Ehepaars Krippner über das Entstehen von Puhoi archiviert. Da die Kinder in Englisch und in Egerländischer Mundart unterrichtet wurden, ernannten die Dorfbewohner Krippner zum Schulleiter und seine Frau zur Hilfslehrerin. Martin Krippner war mittlerweile Poststellenleiter in Silverdale (1. Juli 1873 bis 31. Dezember 1874) und unterhielt ein weiteres Postamt in Puhoi. Er war außerdem Vorsitzender des Puhoi Highway District Board  im Jahr 1874, und in 1877 und 1878 diente er im Rodney County Council. In Puhoi wurde im Jahr 1870 ein Postamt errichtet, welches vom 1. August 1875 bis zum 30. Juni 1884 leitete.
Krippner und seine Frau zogen im Alter nach Warkworth. Ihre Grabstelle ist bis heute erhalten.

## Reputation und Kritik

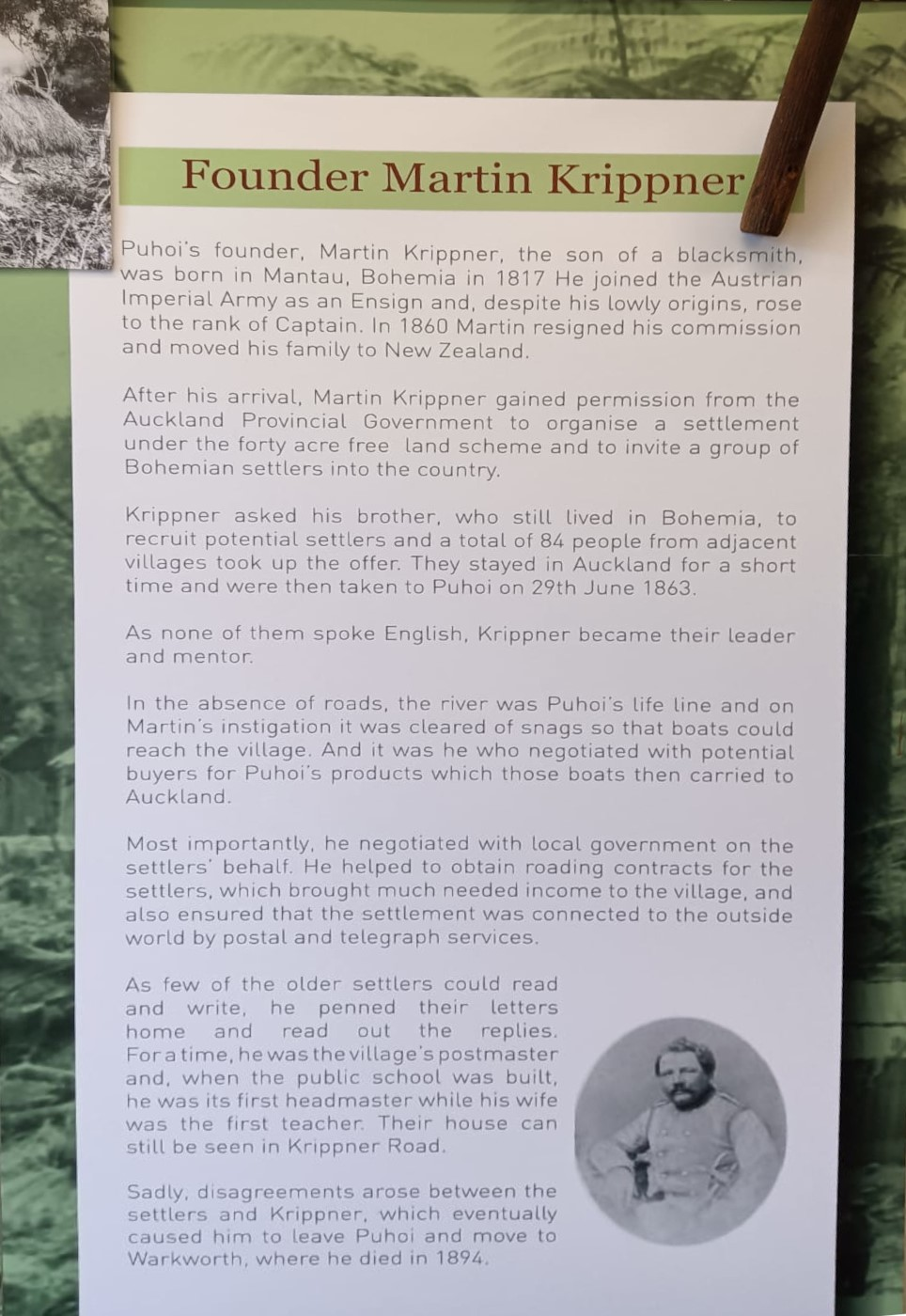
Infotafel zu Martin Krippner im Puhoi Heritage Museum

Jüngere Recherchen haben gezeigt, dass Krippner in Puhoi nicht sonderlich gut gelitten war. So findet sich auf einer Infotafel im Puhoi Heritage Museum die konkrete Aussage, dass es zu Meinungsverschiedenheiten zwischen den Siedlern und ihm gekommen sei, die schließlich dazu führten, dass er Puhoi verließ und bis zu seinem Tode in Warkworth lebte.
In einem der ersten historischen Berichte über Puhoi führte Vater Daniel Vincent Silk im Jahr 1923 an, dass Krippner unfruchtbares Land für die böhmische Siedlung in Neuseeland ausgewählt und Zahlungen von der neuseeländischen Regierung für die Rekrutierung böhmischer Einwanderer erhalten habe, sich sogar „vom Weg der Gerechtigkeit fernhielt“. Ruth Schmidt führte in ihrer Aufarbeitung 2007 den Eindruck Silks über Krippner unter anderem darauf zurück, dass viele Puhoi-Bewohner seine Entscheidung, sich den Freimaurern anzuschließen, nicht mittragen wollten. Hierfür wurde er nach ihrer Aussage von der katholischen Kirche vermutlich auch exkommuniziert, da der Glaube für das Überleben der Gemeinschaft von größter Bedeutung war und die Gemeinschaft Krippners Freimaurermitgliedschaft als Verrat angesehen haben könne.
In ihrer Doktorarbeit beschreibt Anne Eddy die Situation deutlich ausführlicher. Ihm wurde nie verziehen, dass er seinen böhmischen Landsleuten ein „Land, in dem Milch und Honig fließen“ versprochen hatte, während er sie aber im dichten neuseeländischen Busch fast verhungern ließ. Nachkommen der böhmischen Einwanderer fragen sich demnach noch heute, was ihn dazu bewogen haben könnte, dieses waldreiche, hügelige Gelände, welches bei Flut nur über den Fluss Puhoi erreichbar war für die Besiedelung auszuwählen („The Bohemians were shocked when they saw the surroundings of their ‘promised land’.“).
Krippner wurde ferner auch für seinen Dienst in der Waikato-Militz kritisiert. Ihm wurde unter anderem vorgeworfen, dass er diesen Dienst aus rein persönlichem, finanziellen Interesse aufgenommen habe, da die neuseeländische Regierung hierzu Landzuschüsse und Bezahlung für freiwillige Milizionäre anbot. Beispielsweise wurden „einem Hauptmann der Miliz 300 Hektar und einem privaten 50 Hektar Land im Waikato angeboten, das noch beschlagnahmt werden musste“. Krippner wurde, obwohl zu diesem Zeitpunkt bereits eingebürgert, nicht regulär für die Militz zugelassen. Unter der Auflage, weitere 50 freiwillige der Militz zuzuführen, würde er aber einen Auftrag als Kapitän erhalten. Nach entsprechendem Erfolg und seiner Ernennung zum Kapitän der dritten Kompanie des dritten Regiments der Waikatu-Militz warfen ihm die böhmischen Siedler von Puhoi jedoch vor, zusätzlich zur schlechten Standortwahl für ihre Siedlung der Gemeinde nun auch ihre stärksten Männer entzogen zu haben. Laut Kapitän Joseph John Dunne war Krippner in seiner Rolle als Kapitän jedoch „nicht in der Lage, das Kommando über seine Kompanie zu übernehmen“, und „unglaubliche Mengen Bier und Tabak“ zu konsumieren „während er Geschichten über die Schlachten erzählte, die er in Europa geschlagen hätte“.
Nach erfolgreichen Jahren als Leiter der Poststelle von Puhoi und im Schuldienst halfen die Einwohner von Puhoi beim Bau eines Hauses für die Krippners auf dem Grundstück ihres Schwiegersohns William Pulham in Warkworth, um deren Weggang aus Puhoi zu fördern. Ohne weiteres Einkommen, beantragte Martin Krippner im Oktober 1884 bei der Generalversammlung eine finanzielle Entschädigung für seine Verdienste im Zusammenhang mit der Einwanderung der deutsch-böhmischen Siedler, welche jedoch vom Ausschuss für öffentliche Petitionen abgelehnt wurde.
Über seine Beerdigung wurde, anders als bei sonstigen Personen der Öffentlichkeit, nichts besonderes berichtet. Lediglich eine kurze Todesanzeige die zwei Wochen später im New Zealand Herald veröffentlicht wurde informierte über seinen Tod. Sowohl die Todesanzeige als auch die Inschrift auf dem Grabstein erwähnen seinen Dienst in der Waikato-Miliz nicht.
Martin Krippner genießt bei den Nachkommen der nach Neuseeland geführten Siedler kein hohes Ansehen, unter anderem da ihm Söldnermotive bei der Initiierung einer böhmischen Siedlung vorgeworfen werden.